# Chaos UK
A Chaos UK angol punkegyüttes. 1979-ben alakultak a somerseti Portisheadben. A zenekar rengeteg kiadványt jelentetett meg működése során.

## Diszkográfia
- Burning Britain E.P. 7" (Riot City. Riot 6, 1982) No. 8
- Loud Political & Uncompromising 7" (Riot City. Riot 12, 1982) No. 27
- Chaos UK LP (Riot City, 1983) No. 16
- Short Sharp Shock 12" (COR/Weasel, 1984)
- Just Mere Slaves 12" (Selfish, 1984)
- Chaos UK/Extreme Noise Terror split LP (Manic Ears, 1986)
- Chipping Sodbury Bonfire Tapes LP (Slap Up/Weasel, 1989)
- Headfuck 7" (Desperate Attempt, 1989)
- Head on a Pole 7" (Desperate Attempt, 1991)
- Enough to Make You Sick LP (Vinyl Japan, 1991)
- Chaos UK/Raw Noise split LP (Vinyl Japan, 1991)
- Live in Japan LP/CD (Cargo, 1991)
- Total Chaos LP/CD (Anagram, 1991)
- Death Side/Chaos UK split CD (Selfish, 1993)
- 100% Two Fingers in the Air Punk Rock 12"/CD (Slap Up/Century Media, 1993)
- Secret Men 7" (Slap Up, 1993)
- Floggin' the Corpse CD (Anagram, 1996)
- King for A Day 7" (Discipline, 1996)
- Morning After the Night Before CD (Cleopatra, 1997)
- Heard It, Seen It, Done It LP/CD (Discipline, 1999)
- Chaos UK/Assfort split 12" (Discipline, 2000)
- Kanpai 12"/CD (Discipline, 2000)
- Chaos UK/FUK split CD (HG Fact, 2007)
- Digital Filth CD/EP (Break The Records, 2015)
- Shit Man Fucker! EP (540 Records, 2016)
- Just Mere Slaves CD (Black Konflik, 2020)
- Stunned To Silence CD (Black Konflik, 2020)